# U (가수)
U는 일본의 가수. 요시미와 함께 Funta 명의로 소니·뮤직크레코즈로부터 데뷔한 후, U라는 이름으로로 스위트 유산주제가 「뻐끔뻐끔」으로 데뷔.주로 프런트 윙의 성인 게임 주제가등에의 악곡 제공등의 활동을 실시해, 작사가, 작곡가, 편곡가로서 다른 아티스트에 대한 악곡 제공도 하고있다.덧붙여 Funta에서는 UCO로서 활동하고 있다.

## 대표적인 곡
- 뻐끔뻐끔 (스위트 유산 426판 오프닝 테마)
- 렛고라브리 변신 타임! (마계 천사 지브릴 테마곡)
- Little my star (마계 천사 지브릴 -episode2- 오프닝 테마)
- Help!heaven!(마계천사 지브릴 -episode2- 엔딩 테마)
- 천사의 3분 쿠킹 (GWAVE 앨범 내 수록)

## 출연
- U가 하면 할 수 있는 라디오(니코동：2008년 5월 7일 - 2008년 9월 30일 )